# 바스티앵 부용
바스티앵 부용(프랑스어: Bastien Bouillon, 1985년 5월 19일 ~ )은 프랑스의 배우이다.

## 출연 작품

### 영화
- 전쟁의 선언 (2011)
- 19일 목요일 (2012, Jeudi 19) - 단편
- 플레이어스 (2012) - 발렌틴 역
- 사랑은 마법처럼 (2012)
- Deux Automnes Trois Hivers (2013)
- 겸손의 의미 (2013, Où je mets ma pudeur) - 단편
- Indésirables (2013)
- 하이 소사이어티 (2014, Le Beau Monde)
- 마가렛 앤 줄리앙:금지된 사랑 (2015, Marguerite et Julien) - 필립 드 라발레 역
- 파리지앵 (2015, Parisienne)
- La Prunelle de mes yeux (2016)
- 카르니보르 (2018, Carnivores)
- 엔드 오브 러브 (2019, À cœur battant)

### 텔레비전
- Transferts (2017)